# گمینا میخاووویتسه (استان لهستان کوچک‌تر)
گمینا میخاووویتسه (استان لهستان کوچک‌تر) (به لهستانی:  Gmina Michałowice) یک گمینا در لهستان است که در شهرستان کراکوف واقع شده‌است. گمینا میخاووویتسه ۵۱٫۲۷ کیلومتر مربع مساحت و ۷٬۷۲۹ نفر جمعیت دارد.